# Mecklenburg - Predpomorjanska
Mecklenburg - Predpomorjanska (nemško Mecklenburg-Vorpommern) je dežela v Nemčiji. Leži na skrajnem severovzhodu države; na vzhodu ob izlivu Odre meji na Poljsko, na jugu na Brandenburg, na jugozahodu na Spodnjo Saško, na zahodu na Schleswig-Holstein, s severne strani pa jo obdaja Baltsko morje. Meri približno 3.000 km2 več od Slovenije, a ima nekaj (okoli 400.000) manj prebivalcev ( Glavno mesto je Schwerin, največje pa še enkrat večji Rostock.
V pogovornem jeziku se za deželo uporablja tudi krajše ime Meck-Pomm.

## Geografija

### Deželno ozemlje
Mecklenburg - Predpomorjanska je sestavljena iz dveh jasno ločenih delov: zahodni, večji del je Mecklenburg, območje nekdanjih velikih vojvodstev Mecklenburg - Schwerin in Mecklenburg - Strelitz; vzhodno tretjino današnjega deželnega ozemlja pa obsega Predpomorjansko, del Pomorjanske, ki je po drugi svetovni vojni ostal v mejah Nemčije (večji del Pomorjanske je danes na Poljskem). Leta 1993 se je upravna enota (Amt) Neuhaus, dotedaj del te dežele, odcepila od nje in priključila Spodnji Saški.

### Naravne značilnosti
Morska obala Mecklenburg - Predpomorjanske obsega 1700 km in je najdaljša med vsemi nemškimi zveznimi deželami. Obala je močno členjena, predvsem na vzhodu, kjer leži največji nemški otok Rügen, drugi največji Usedom ter mnogo manjših otokov, med njimi priljubljeni Hiddensee. Najbolj opazen polotok v deželi je Fischland-Darss-Zingst.
Notranjost dežele je tipična severnoevropska pokrajina, nastala z ledeniškim preoblikovanjem. Večjih hribovij ni, najvišji vrh dežele (Helpter Berge) je visok le 179 m n.m. Mecklenburška jezerska plošča (skupno 2028 jezer) obsega cel osrednji del dežele - najbolj znana jezera so Müritz (drugo največje nemško jezero in največje, ki v celoti pripada Nemčiji), Schwerinsko jezero in Plausko jezero.
Najpomembnejše reke v deželi so Warnow (155 km), Peene (143 km) in Uecker (103 km). Na skrajnem jugozahodu na meji s Spodnjo Saško teče tudi Laba.
Za podnebje v Mecklenburgu-Predpomorjanski sta značilna oceanski vpliv ob obali in prehod v celinsko podnebje v notranjosti dežele. Tako je padavin največ ob morju, v notranjosti pa manj. Obenem imata otoka Rügen in Usedom največ sončnih dni letno v celi Nemčiji.

### Prebivalstvo
Mecklenburg - Predpomorjanska je najredkeje poseljena zvezna dežela v Nemčiji. Edino mestno središče širšega pomena je Rostock (200.000 preb.), ostala mesta so manjša: Schwerin (96.000), Neubrandenburg (64.000), Stralsund (59.000), Greifswald (59.000), Wismar (44.000), Güstrow (30.000), Neustrelitz (22.000), Waren (Müritz) (21.000), Parchim (19.000), Bergen na Rügnu, Ribnitz-Damgaren, Krakow am See, Golberg, Krivitz, Teterow, Bützow, Bernstorf, Grevesmühlen, Crivitz, Bad Doberan, Pasewald, Prenzlau, Wolgast, Eggesin, Demmin, Grimmen, Anklam, Wolgast itd.

Prvotno slovansko prebivalstvo se ni ohranilo. Večinski Nemci se delijo na Mecklenburžane in Pomorjance  z ločenima regionalnima identitetama. Tem so se po drugi svetovni vojni pridružili pregnanci s Pomorjanskega in Vzhodne Prusije (danes poljska ozemlja). V času NDR je prihajalo do mešanja prebivalstva z drugimi deli države. V primerjavi z ostalo Nemčijo je izrazito majhen delež priseljencev; največji skupini prihajata iz Vietnama in z območja nekdanje ZSSR.

## Zgodovina
Za zgodovino Mecklenburga do leta 1947 glej Mecklenburg.
Za zgodovino Predpomorjanske do leta 1947 glej Pomorjanska.
Dežela Mecklenburg - Predpomorjanska je bila prvič ustanovljena leta 1947 s strani sovjetske okupacijske oblasti. Njeno ozemlje je zajemalo nekdanji Mecklenburg, nekdaj hannoverski Neuhaus z okolico na desnem bregu Labe in tisti del Pomorjanske, ki je po vojni ostal Nemčiji. Ime je bilo kmalu skrajšano v zgolj Mecklenburg na zahtevo Poljske, ki je v imenu Predpomorjanska videla simbol nemških teženj po poljskem ozemlju.
Leta 1949 je dežela postala sestavni del Nemške demokratične republike, ki pa je leta 1952 opustila delitev na dežele in uvedla okrožja (Bezirke, v ednini Bezirk). Mecklenburg - Predpomorjanska je bila razdeljena med okrožja Rostock (obala), Schwerin (jugozahod) in Neubrandenburg (jugovzhod), razmejitev okrožij pa v ničemer ni upoštevala tradicionalnih meja.
V tem času je območje današnje Mecklenburg - Predpomorjanske doživelo podoben razvoj kot ostali deli Vzhodne Nemčije. Dežela se je opirala predvsem na kmetijstvo, tako na poljedelstvo kot na živinorejo. Poleg tega turizem na Baltskem morju sodi med simbole vsakdanjega življenja v NDR. Med večje gospodarske projekte tega časa sodijo načrtni razvoj pristanišča Rostock kot najpomembnejšega vzhodnonemškega pristanišča, izgradnja največje vzhodnonemške jedrske elektrarne blizu Greifswalda in ustanovitev več ladjedelnic (npr. Peene-Werft v Wolgastu leta 1948).
Tik pred ponovno združitvijo obeh nemških držav leta 1990 je bila ponovno vzpostavljena dežela Mecklenburg - Predpomorjanska, ki je 3. oktobra 1990 postala ena od 16 zveznih dežel Nemčije.
Po združitvi se je Mecklenburg - Predpomorjanska soočala s precejšnjimi gospodarskimi težavami, predvsem z visoko stopnjo brezposelnosti in posledično z velikim izseljevanjem v zahodne zvezne dežele.
Junija 2007 je Mecklenburg - Predpomorjanska gostila srečanje voditeljev G8.

## Deželna oblast

### Struktura oblasti
Nosilec zakonodajne oblasti je Deželni zbor (Landtag Mecklenburg-Vorpommern), ki ima 71 sedežev in se voli vsakih pet let. Zaseda v Schwerinskem gradu. Tudi Deželna vlada (Landesregierung von Mecklenburg-Vorpommern) ima sedež v Schwerinu
Na zadnjih volitvah v Deželni zbor 17. septembra 2006 je zmagala SPD, ki skupaj z CDU tvori veliko koalicijo. Poleg njiju so se v parlament prebile še Levica, FDP in NPD. Naslednje volitve bodo leta 2011.
Višje deželno sodišče (Oberlandesgericht) za celotno območje dežele je v Rostocku, Ustavno sodišče (Landesverfassungsgericht Mecklenburg-Vorpommern) pa v Greifswaldu.

### Upravna delitev
Dežela se upravno deli na dvanajst podeželskih (Landkreis) in šest mestnih okrajev (kreisfreie Stadt).
Podeželski okraji:
1. Bad Doberan, sedež v Bad Doberanu (DBR)
2. Demmin, sedež v Demminu (DM)
3. Güstrow, sedež v Güstrowu (GÜ)
4. Ludwigslust, sedež v Ludwigslustu (LWL)
5. Mecklenburg-Strelitz, sedež v Neustrelitzu (MST)
6. Müritz, sedež v Warnu (Müritz) (MÜR)
7. Severna Predpomorjanska (Nordvorpommern), sedež v Grimmnu (NVP)
8. Severozahodni Mecklenburg (Nordwestmecklenburg), sedež v Grevesmühlnu (NWM)
9. Vzhodna Predpomorjanska (Ostvorpommern), sedež v Anklamu (OVP)
10. Parchim, sedež v Parchimu (PCH)
11. Rügen, sedež v Bergnu na Rügnu (RÜG)
12. Uecker-Randow, sedež v Pasewalku (UER)

Mestni okraji:
- Greifswald (HGW)
- Neubrandenburg (NB)
- Rostock (HRO)
- Schwerin (SN)
- Stralsund (HST)
- Wismar (HWI)

### Deželni simboli
Deželna grb in zastavo ureja zakon (Hoheitszeichengesetz MV).
Grb Mecklenburga-Predpomorjanske obstaja v dveh verzijah. T.i. veliki grb je razdeljen na četrtine; zgoraj levo in spodaj desno je na zlati podlagi upodobljena bikova glava, simbol Mecklenburške vladarske družine. Dve glavi simbolizirata nekdaj ločeni veliki vojvostvi Mecklenburg-Schwerin in Mecklenburg-Strelitz. Zgoraj desno je na srebrni podlagi upodobljen rdeči grifon, simbol Pomorjanske, spodaj levo pa na enaki podlagi rdeči brandenburški orel, ki predstavlja nekdaj brandenburške današnje sestavne dele Mecklenburga-Predpomorjanske in dolge vezi med Pomorjansko in Brandenburgom. T.i. mali grb ima na levi polovici na zlati podlagi mecklenburškega bika, na desni pa na srebrni podlagi pomorjanskega grifona.
Zastava Mecklenburga-Predpomorjanske je kombinacija nekdanjih zastav Mecklenburga (modra - rumena - rdeča) in Pomorjanske (modra - bela). Barve modra, bela, rumena, bela in rdeča si sledijo v vodoravnih progah v razmerju 4:3:1:3:4. Deželni organi lahko izobešajo zastavo, ki v sredini prikazuje mecklenburškega bika in pomorjanskega grifona. Uporaba tradicionalnih regionalnih zastav je dovoljena z zakonom.

## Gospodarstvo
Mecklenburg - Predpomorjanska je poleg Saške - Anhalta gospodarsko najšibkejša zvezna dežela v Nemčiji. BDP na prebivalca je v letu 2004 dosegel indeks 78,6 (EU27: 100, Nemčija: 115,8). Tudi stopnja nezaposlenosti (november 2007: 14,6%) je med najvišjimi v Nemčiji, pri čemer je najvišja na vzhodu dežele (Okraj Demmin: 18,7%), občutno nižja pa na zahodu (Okraj Ludwigslust: 9,7%).
Vzdolž obale Baltskega morja ima velik pomen ladijska plovba (Scandlines ima enega svojih sedežev v Rostocku, prav tako Deutsche Seereederei). V Stralsundu, Wismarju, Rostocku in Wolgastu stojijo ladjedelnice. Cel pomorski sektor je leta 2004 obsegal 28.000 delovnih mest.
Morska obala je priljubljen turističen cilj. Stara kopališča se nahajajo na otokih Rügen (npr. Binz), Usedom (npr. Heringsdorf) pa tudi vzdolž celinske obale - npr. Heiligendamm (prizorišče srečanja voditeljev G8 junija 2007), Warnemünde (rostoško predmestje), Prerow (Darss), Lubmin. Privlačna so tudi stara hanzeatska mestna središča obalnih mest, predvsem Stralsunda in Wismarja (obe skupaj sta vpisani na UNESCO seznam kulturne dediščine). Turizem je razvit tudi na jezerih in v rezidencah plemiške družine Mecklenburg v Schwerinu in Ludwigslustu.
V okolici obeh univerzitetnih središč (Rostock, Greifswald) se zgoščujejo podjetja s področij biotehnologije in medicinske tehnike, kar je predvsem posledica intenzivne podpore raziskovalni dejavnosti s strani obeh univerz. S tem se tudi znatno izboljšuje ugled Mecklenburg - Predpomorjanske, predvsem v Nemčiji, pa tudi v svetu.
Na področju izrabe vetrne energije je Mecklenburg - Predpomorjanska med vodilnimi deželami v Nemčiji. Trenutna skupna moč 1200 nameščenih elektrarn je približno 1250 megavatov.

## Kultura

### Jezik
Poleg visoke nemščine, ki prevladuje tako v zasebnem kot v javnem življenju, se v mnogih delih dežele še vedno govori ali vsaj razume nizka nemščina (Plattdüütsch).

### Gledališča, muzeji
Največja javna gledališča v deželi so Mecklenburško državno gledališče Schwerin (Mecklenburgisches Staatstheater Schwerin), Gledališče Predpomorjanska (Theater Vorpommern) v Greifswaldu, Stralsundu in Putbusu na Rügnu ter Ljudsko gledališče Rostock (Volkstheater Rostock).
Med najbolj znane in obiskane muzeje sodijo Državni muzej Schwerin (Staatiches Museum Schwerin), Nemški morski muzej (Deutsches Meeresmuseum) v Stralsundu, Nemški muzej jantarja (Deutsches Bernsteinmuseum) v Ribnitz-Damgartnu in Pomorjanski deželni muzej (Pommersches Landesmuseum) v Greifswaldu.

### Izobraževanje
V deželi sta dve univerzi (Univerza Rostock, ustanovljena 1419, in Univerza Ernsta Moritza Arndta Greifswald, ustanovljena 1456), ki sta najstarejši univerzi na območju Baltskega morja in sodita med najstarejše univerze v Evropi in svetu.
Poleg njiju v deželi deluje še osem javnih ali zasebnih visokošolskih zavodov.

### Vera
Najbolj razširjena veroizpoved v deželi je protestantizem (18,4% prebivalstva). Deželno območje pokrivata Pomorjanska evangeličanska cerkev (Pommersche Evangelische Kirche) s sedežem v Greifswaldu in Evangeličansko-luteranska deželna cerkev Mecklenburga (Evangelisch-Luterische Landeskirche Mecklenburgs) s sedežem v Schwerinu. 
V strukturi Rimskokatoliške cerkve, ki ji pripada 3,4% prebivalstva, spada Predpomorjanska k berlinski, Mecklenburg pa k hamburški nadškofiji.
78,2% prebivalstva ne pripada nobeni verski skupnosti.

### Šport
Najbolj znan in najpopularnejši športni klub v deželi je nogometni klub Hansa Rostock, ki v sezoni 2013/14  igra v tretji nemški ligi.
Ob morski obali in na jezerih je razširjenjo jadranje, na rekah pa tudi veslanje.

## Zanimivosti
- Čeprav ne izhaja iz dežele, je bila Angela Merkel na volitvah 2005 v Bundestag izvoljena v volilnem okraju Stralsund.
- Deželni parlament je leta 2000 sprejel Zakon o prenosu nalog za nadzor označevanja goveda in etiketiranja govejega mesa (Gesetz zur Übertragung der Aufgaben für die Überwachung der Rinderkennzeichnung und Rindfleischetikettierung)[5] z uradnim skrajšanim imenom Rinderkennzeichnungs- und Rindfleischetikettierungsüberwachungsaufgabenübertragungsgesetz. Beseda je ena najdaljših kadarkoli sestavljenih v nemškem jeziku, deželni minister za kmetijstvo pa je ob predlaganju zakona v Deželnem zboru naletel na glasen smeh ter se nato opravičil za "morda" predolg naslov zakona.